# Monchel-sur-Canche
Monchel-sur-Canche là một xã trong tỉnh Pas-de-Calais, vùng Hauts-de-France, Pháp. 
Xã này có dân số 63 người.
Monchel-sur-Canche có cự ly 25 dặm (40 km) về phía tây Arras, trên đường D102.

## Dân số
| 1962                                                              | 1968 | 1975 | 1982 | 1990 | 1999 | 2006 |
| ----------------------------------------------------------------- | ---- | ---- | ---- | ---- | ---- | ---- |
| 62                                                                | 68   | 67   | 67   | 66   | 71   | 63   |
| Số liệu điều tra dân số tính từ năm 1962, dân số chỉ tính một lần |      |      |      |      |      |      |